# Olympische Sommerspiele 1988/Rhythmische Sportgymnastik
Bei den XXVII. Olympischen Sommerspielen 1988 in Seoul, der Hauptstadt von Südkorea, fand ein Wettkampf in der Rhythmischen Sportgymnastik statt. Er wurde vom 29. bis 30. September 1988 in der Olympic Gymnastics Arena ausgetragen.

## Bilanz

### Medaillenspiegel
| Platz  | Land        | Gold | Silber | Bronze | Gesamt |
| ------ | ----------- | ---- | ------ | ------ | ------ |
| 1      | Sowjetunion | 1    | –      | 1      | 2      |
| 2      | Bulgarien   | –    | 1      | –      | 1      |
| Gesamt | Gesamt      | 1    | 1      | 1      | 3      |

### Medaillengewinner
| Disziplin | Gold                  | Silber                 | Bronze                       |
| --------- | --------------------- | ---------------------- | ---------------------------- |
| Einzel    | Maryna Lobatsch (URS) | Adriana Dunawska (BUL) | Oleksandra Tymoschenko (URS) |

## Ergebnisse

### Qualifikation
| Rang | Athletin               | Nation             | Reifen | Ball  | Keulen | Band  | Gesamt | Anm. |
| ---- | ---------------------- | ------------------ | ------ | ----- | ------ | ----- | ------ | ---- |
| 1    | Maryna Lobatsch        | Sowjetunion        | 10,00  | 10,00 | 10,00  | 10,00 | 40,00  | Q    |
| 2    | Adriana Dunawska       | Bulgarien          | 10,00  | 10,00 | 9,90   | 10,00 | 39,90  | Q    |
| 3    | Oleksandra Tymoschenko | Sowjetunion        | 10,00  | 10,00 | 9,75   | 10,00 | 39,75  | Q    |
| 4    | Bianka Panowa          | Bulgarien          | 10,00  | 10,00 | 9,55   | 9,90  | 39,45  | Q    |
| 5    | Andrea Sinkó           | Ungarn             | 9,80   | 9,70  | 9,85   | 9,70  | 39,05  | Q    |
| 6    | María Isabel Lloret    | Spanien            | 9,80   | 9,75  | 9,70   | 9,75  | 39,00  | Q    |
| 6    | Milena Reljin          | Jugoslawien        | 9,80   | 9,65  | 9,80   | 9,75  | 39,00  | Q    |
| 6    | Giulia Staccioli       | Italien            | 9,80   | 9,60  | 9,80   | 9,80  | 39,00  | Q    |
| 9    | Teresa Folga           | Polen              | 9,75   | 9,50  | 9,80   | 9,80  | 38,85  | Q    |
| 10   | Eliza Białkowska       | Polen              | 9,75   | 9,75  | 9,65   | 9,65  | 38,80  | Q    |
| 10   | Diana Schmiemann       | BR Deutschland     | 9,70   | 9,60  | 9,80   | 9,70  | 38,80  | Q    |
| 12   | Mary Fuzesi            | Kanada             | 9,70   | 9,60  | 9,80   | 9,60  | 38,70  | Q    |
| 12   | Micaela Imperatori     | Italien            | 9,70   | 9,60  | 9,70   | 9,70  | 38,70  | Q    |
| 14   | Pang Qiong             | China              | 9,65   | 9,55  | 9,70   | 9,70  | 38,60  | Q    |
| 14   | Denisa Sokolovská      | Tschechoslowakei   | 9,65   | 9,60  | 9,80   | 9,55  | 38,60  | Q    |
| 16   | María Martín           | Spanien            | 9,75   | 9,50  | 9,70   | 9,60  | 38,55  | Q    |
| 17   | Erika Akiyama          | Japan              | 9,70   | 9,45  | 9,70   | 9,65  | 38,50  | Q    |
| 17   | He Xiaomin             | China              | 9,50   | 9,60  | 9,70   | 9,70  | 38,50  | Q    |
| 17   | Marion Rothhaar        | BR Deutschland     | 9,60   | 9,60  | 9,70   | 9,60  | 38,50  | Q    |
| 20   | Nóra Érfalvy           | Ungarn             | 9,50   | 9,60  | 9,70   | 9,65  | 38,45  | Q    |
| 21   | Maria Alevizou         | Griechenland       | 9,60   | 9,50  | 9,50   | 9,60  | 38,20  |      |
| 22   | Michelle Berube        | Vereinigte Staaten | 9,55   | 9,50  | 9,55   | 9,50  | 38,10  |      |
| 22   | Lenka Oulehlová        | Tschechoslowakei   | 9,70   | 9,60  | 9,30   | 9,50  | 38,10  |      |
| 24   | Stéphanie Cottel       | Frankreich         | 9,60   | 9,40  | 9,45   | 9,60  | 38,05  |      |
| 25   | Elisabeth Bergmann     | Österreich         | 9,40   | 9,40  | 9,60   | 9,50  | 37,90  |      |
| 26   | Diane Simpson          | Vereinigte Staaten | 9,45   | 9,45  | 9,50   | 9,40  | 37,80  |      |
| 27   | Laurence Brihaye       | Belgien            | 9,35   | 9,40  | 9,50   | 9,35  | 37,60  |      |
| 27   | Hiroko Otsuka          | Japan              | 9,10   | 9,40  | 9,60   | 9,50  | 37,60  |      |
| 29   | Hong Seong-hui         | Südkorea           | 9,35   | 9,40  | 9,05   | 9,55  | 37,35  |      |
| 30   | Patricia Jorge         | Portugal           | 9,35   | 9,10  | 9,20   | 9,40  | 37,05  |      |
| 31   | Kim In-hwa             | Südkorea           | 9,20   | 9,10  | 9,30   | 9,40  | 37,00  |      |
| 32   | Lise Gautreau          | Kanada             | 9,10   | 9,15  | 9,40   | 9,40  | 36,95  |      |
| 32   | Angela Walker          | Neuseeland         | 9,30   | 9,20  | 9,10   | 9,35  | 36,95  |      |
| 34   | Malene Franzen         | Dänemark           | 9,20   | 9,25  | 9,20   | 9,20  | 36,85  |      |
| 35   | Shulamit Goldstein     | Israel             | 9,40   | 8,90  | 8,95   | 9,25  | 36,50  |      |
| 35   | Panagiota Tsitsela     | Griechenland       | 9,30   | 8,80  | 9,40   | 9,00  | 36,50  |      |
| 37   | Rakefet Remigolsky     | Israel             | 9,35   | 8,85  | 9,00   | 9,25  | 36,45  |      |
| 38   | Lisa Black             | Großbritannien     | 9,20   | 9,20  | 8,80   | 9,20  | 36,40  |      |
| 39   | Dara Terzić            | Jugoslawien        | 9,00   | 9,15  | 8,80   | 9,05  | 36,00  |      |

### Finale
Im Finale wurde die Hälfte der Punktzahl aus der Qualifikation mit der erzielten Punktzahl im Finale addiert.
| Rang | Athletin               | Nation           | Reifen | Ball   | Keulen | Band   | Hälfte Qualifikation | Gesamt |
| ---- | ---------------------- | ---------------- | ------ | ------ | ------ | ------ | -------------------- | ------ |
|      | Maryna Lobatsch        | Sowjetunion      | 10,000 | 10,000 | 10,000 | 10,000 | 20,000               | 60,000 |
|      | Adriana Dunawska       | Bulgarien        | 10,000 | 10,000 | 10,000 | 10,000 | 19,950               | 59,950 |
|      | Oleksandra Tymoschenko | Sowjetunion      | 10,000 | 10,000 | 10,000 | 10,000 | 19,875               | 59,875 |
| 4    | Bianka Panowa          | Bulgarien        | 10,000 | 10,000 | 10,000 | 10,000 | 19,725               | 59,725 |
| 5    | María Isabel Lloret    | Spanien          | 9,850  | 9,850  | 9,850  | 9,850  | 19,500               | 58,900 |
| 6    | Andrea Sinkó           | Ungarn           | 9,850  | 9,800  | 9,800  | 9,800  | 19,525               | 58,775 |
| 7    | Teresa Folga           | Polen            | 9,800  | 9,800  | 9,700  | 9,900  | 19,425               | 58,625 |
| 8    | Diana Schmiemann       | BR Deutschland   | 9,800  | 9,800  | 9,800  | 9,800  | 19,400               | 58,600 |
| 9    | Milena Reljin          | Jugoslawien      | 9,800  | 9,700  | 9,800  | 9,700  | 19,500               | 58,500 |
| 10   | Mary Fuzesi            | Kanada           | 9,800  | 9,700  | 9,800  | 9,800  | 19,350               | 58,450 |
| 11   | Pang Qiong             | China            | 9,750  | 9,700  | 9,750  | 9,800  | 19,000               | 58,300 |
| 12   | Micaela Imperatori     | Italien          | 9,700  | 9,800  | 9,800  | 9,600  | 19,350               | 58,250 |
| 12   | Denisa Sokolovská      | Tschechoslowakei | 9,800  | 9,700  | 9,650  | 9,800  | 19,300               | 58,250 |
| 14   | Eliza Białkowska       | Polen            | 9,700  | 9,800  | 9,650  | 9,650  | 19,400               | 58,200 |
| 15   | Erika Akiyama          | Japan            | 9,700  | 9,600  | 9,800  | 9,700  | 19,250               | 58,050 |
| 16   | He Xiaomin             | China            | 9,700  | 9,655  | 9,700  | 9,700  | 19,250               | 58,000 |
| 17   | Nóra Érfalvy           | Ungarn           | 9,750  | 9,550  | 9,700  | 9,700  | 19,225               | 57,925 |
| 18   | Giulia Staccioli       | Italien          | 9,800  | 9,000  | 9,800  | 9,800  | 19,500               | 57,900 |
| 19   | Marion Rothhaar        | BR Deutschland   | 9,700  | 9,600  | 9,700  | 9,600  | 19,250               | 57,850 |
| 20   | María Martín           | Spanien          | 9,800  | 8,900  | 9,750  | 9,750  | 19,275               | 57,475 |